# Ida Ougnidif
Ida Ougnidif (franska: Ida Ougnidif (CR), Ida Ougnidif (Commune Rurale), arabiska: هلالة) är en kommun i Marocko.   Den ligger i provinsen Chtouka-Aït Baha och regionen Souss-Massa, i den centrala delen av landet, 500 km söder om huvudstaden Rabat. Antalet invånare är 3 129.